# Andrij Chimiak
Andrij Chimiak (ur. 13 kwietnia 1981 we Lwowie) – ukraiński biskup greckokatolicki obrządku bizantyjsko-ukraińskiego, eparcha pomocniczy kijowski.

## Życiorys
Święcenia kapłańskie otrzymał 4 listopada 2012. Od 2009 był asystentem sekretarza Synodu Biskupów Ukraińskiego Kościoła Greckokatolickiego, a w 2021 objął funkcję p.o. sekretarza tego Synodu. Od 21 marca 2023 roku, decyzją zwierzchnika UKGK Światosława Szewczuka został pełnoprawnym sekretarzem Synodu. Od 2011 był też wykładowcą kijowskiego seminarium duchownego.
Został wybrany biskupem pomocniczym archieparchii kijowskiej. 3 listopada 2022 papież Franciszek zatwierdził ten wybór i nadał mu stolicę tytularną Cuicul. Chirotonii udzielił mu 19 lutego 2023 arcybiskup Swiatosław Szewczuk.